# Chacho Peñaloza
Ángel Vicente Peñaloza, más conocido como el Chacho Peñaloza (Malanzán, 2 de octubre de 1798 – Olta, 12 de noviembre de 1863), fue un caudillo y militar federal argentino, uno de los últimos líderes de esa corriente en alzarse en armas contra el centralismo de Buenos Aires.

## Biografía

### Familia, infancia y juventud
Si bien no se ha podido encontrar su acta bautismal, se deduce que nació entre 1796 y 1798 en Malanzán, un pueblo de la Costa Alta de la Sierra de los Llanos, en el sur de la actual Provincia de La Rioja. Era el hijo primogénito y legítimo de Juan Esteban Peñaloza y Úrsula Rivero. Sus abuelos paternos eran Nicolás Peñaloza —un próspero hacendado ganadero— y Melchora Agüero. Sus abuelos maternos eran Bernardo Rivero, hijo de un portugués, y Mercedes Torres. Todos ellos eran miembros de familias de largo arraigo e influyentes en la zona.
Fue educado en sus primeros pasos por un tío abuelo, el prestigioso sacerdote Pedro Vicente Peñaloza, que le puso de apodo «Chacho» —aféresis de muchacho— en los primeros años de su vida, ya que consta que este falleció en 1801, es decir cuando aquel tenía solo cinco años.
Se casó en la iglesia de Malanzán el 10 de julio de 1822 con Ana Victoria Romero, con la que tuvo tres hijos: dos de ellos fallecidos al poco tiempo de nacer, y Ana María Peñaloza, quien no dejó descendencia. Además adoptaron a un huérfano, hijo de un familiar llamado Indalecio Peñaloza, que se casó luego con Eudosia Flores Vera.

### Lugarteniente de Quiroga
Desde joven fue oficial de milicias, bajo el mando de Juan Facundo Quiroga. En 1826 combatió con el grado de capitán en la batalla de El Tala, en la que fue seriamente herido por el ejército unitario de Gregorio Aráoz de Lamadrid, tras esta batalla fue ascendido a capitán de milicias.
Más tarde fue uno de los principales jefes de escolta de Juan Facundo Quiroga, en la Batalla de Rincón de Valladares, en La Tablada y en Oncativo. Después de esta derrota participó en la reconquista de La Rioja para el partido federal, y se destacó en la Batalla de La Ciudadela —definitiva derrota unitaria— en que capturó un cañón con su lazo y lo arrastró hasta sus filas. Por este hecho, Quiroga le otorgó el rango de mayor.
Desde su regreso a La Rioja fue comandante del Departamento de Los Llanos. Tras el asesinato de Quiroga, en 1836, colaboró en la invasión a La Rioja del gobernador de la vecina Provincia de San Juan, Martín Yanzón donde fueron severamente derrotados.

### La guerra contra Rosas
Fue perdonado por el nuevo gobernador, Tomás Brizuela, y cuando este se unió a la Coalición del Norte contra —el también federal, aunque porteño— Juan Manuel de Rosas, en defensa de la autonomía de su provincia, fue un importante apoyo. Los unitarios le impusieron como segundo jefe al coronel Joaquín Baltar, que resultó una pésima influencia. Apoyó la campaña de Juan Lavalle en su provincia, y acompañó a Gregorio Aráoz de Lamadrid —su antiguo enemigo— en su campaña contra San Juan y Mendoza. En la batalla de Rodeo del Medio, la influencia de Baltar le impidió combatir, y fue una de las causas de la derrota. Tuvo que huir a Chile en 1841.
Al año siguiente regresó como parte de una campaña organizada por los exiliados unitarios desde Chile. Iba acompañado por Yanzón y el coronel Santos de León. La campaña había sido pésimamente preparada, basada en falsas noticias de sublevaciones contra Rosas; si bien el prestigio de Peñaloza les permitió obtener algunos éxitos, esto provocó la reacción del gobernador de San Juan, Nazario Benavídez, que lo persiguió hasta Tucumán y lo derrotó. De todas formas, Peñaloza regresó a Los Llanos, donde fue derrotado por segunda vez por Benavídez, en Illisca; y por segunda vez huyó a Chile.
Dirigió una segunda invasión en 1845 y derrotó al gobernador riojano. Pero, entendiendo que su causa no tenía sentido, pidió y obtuvo protección de Benavídez. Este lo envió en 1848 —con el rango de comandante de milicias— a deponer al gobernador riojano Vicente Mota. Tras lograr su cometido, nombró en su lugar a Manuel Vicente Bustos, que lo nombró comandante de Los Llanos.

### Caudillo de las provincias cuyanas
Desde 1854 fue comandante de armas de la provincia, y al año siguiente fue ascendido a general por el presidente Urquiza. Era muy prestigioso entre los gauchos humildes de La Rioja y las provincias vecinas, y se comportaba como uno más de ellos, salvo cuando mandaba en el ejército. Ellos lo consideraban, también, su protector, su abogado, el solucionador de los problemas de cada uno de ellos.
En octubre de 1858 fue asesinado Nazario Benavídez por los partidarios del gobernador Gómez. El presidente ordenó una intervención federal a la provincia, ordenando a Peñaloza que la apoyara militarmente; no tuvo necesidad de combatir, pero ocupó con sus montoneras de la ciudad de San Juan. Desde entonces fue el hombre de confianza de Urquiza en la región.
En enero de 1860 derrocó al gobernador Bustos, que se acercaba cada vez más a los unitarios de Buenos Aires, y nombró en su lugar al coronel Ramón Ángel.
En 1861 el gobernador porteño Bartolomé Mitre puso en amenaza al gobierno nacional preparando una jugada en el interior. Fue hostilizada con repetidas invasiones la provincia de San Luis (gobernador federal Juan Saá) por el gobernador de Córdoba Félix de la Peña y reaccionó el presidente Santiago Derqui trasladándose a esta provincia e interviniendo la misma personalmente para procurar el orden.
Conforme al nivel de beligerancia, el 2 de julio el vicepresidente (en ejercicio del poder ejecutivo) Juan Esteban Pedernera organizó un ejército denominado ejército del centro. Así, fue designado el Chacho comandante del tercer cuerpo de ejército, formado con las guardias nacionales de La Rioja, San Juan y Mendoza. Este ejército estaba bajo el mando directo del presidente Santiago Derqui.
En el curso del mismo año un movimiento local puso en caos la provincia de La Rioja. Fue designado el Chacho comisionado nacional para terminar con la anarquía reinante, restableciendo el orden institucional desde el 29 de marzo hasta el 7 de mayo.
Después de Pavón, en 1861, el interior del país quedó abierto a los porteños y sus aliados. Hacia Cuyo salió el coronel Ignacio Rivas y hacia Catamarca el general Wenceslao Paunero, que enviaron varias expediciones contra La Rioja. Mientras tanto, Peñaloza ofreció mediar en la guerra entre los federales y unitarios del norte del país. Pero a pedido del gobernador tucumano Celedonio Gutiérrez, se unió a este; fueron derrotados. Regresó a La Rioja, perseguido por sus enemigos, que los derrotaron en varias batallas; los oficiales prisioneros eran fusilados, mientras muchos soldados eran torturados y degollados. La represión fue increíblemente feroz, y eso mismo dio fuerzas a los federales para seguir luchando. El mismo Domingo Faustino Sarmiento aconsejaba:

Si Sandes mata gente, cállense la boca. Son animales bípedos de tan perversa condición, que no sé qué se obtenga con tratarlos mejor.

Pese a su superioridad numérica y de movimientos (Peñaloza llegó reunir una fuerza de 2 000 a 6 000 combatientes), Peñaloza fue derrotado repetidas veces por las tropas mitristas mucho mejor y más modernamente armadas (armas a repetición, ametralladoras). Tras sitiar la ciudad de San Luis, logró firmar un tratado de paz llamado Tratado de La Banderita a principios de 1862, en que se le ofrecían garantías. Cuando llegó la hora de cambiar prisioneros, se dice que Peñaloza entregó los suyos, pero no recibió ni uno: todos sus hombres habían sido degollados. Esto llenó de indignación a Peñaloza, ya que los hombres que lo acusaban de asesino y ladrón, habían violado todos los códigos militares, asesinando a prisioneros rendidos. En 1863, el gobernador puntano, Juan Barbeito, repelió una nueva invasión de tropas leales a Peñaloza, unos 1 600 montoneros habían incursionado con éxito parcial en la zona norte de la provincia.

### La derrota

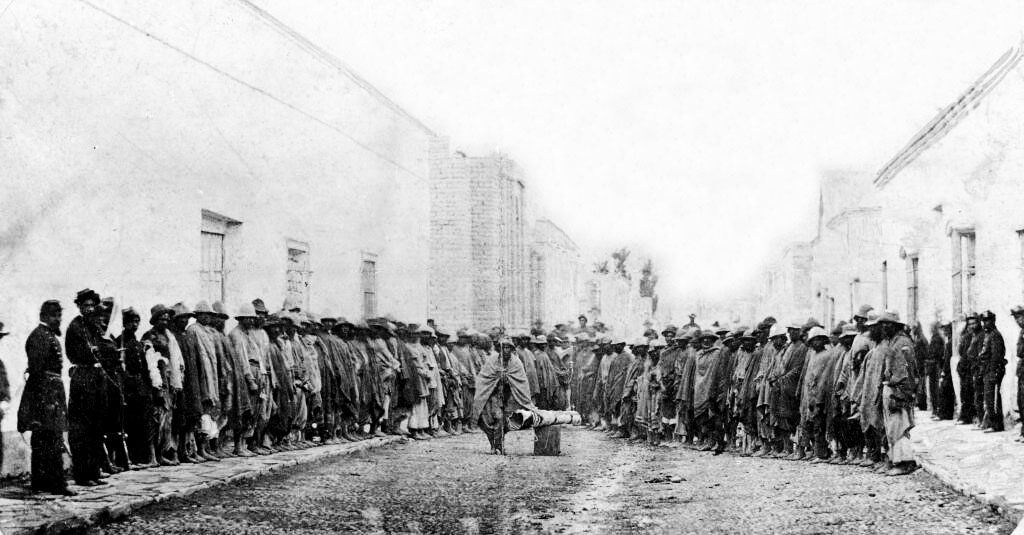
Soldados del Chacho Peñaloza tomados prisioneros por Irrazábal en 1863.

Los militares que debían hacer cumplir el tratado continuaron con la persecución a los aliados de Peñaloza, por lo que este volvió a alzarse en armas en marzo de 1863. Logró varios éxitos en San Luis, Córdoba, Catamarca y Mendoza, e incluso depuso al gobernador riojano.
A fines de marzo, el Chacho escribió al presidente Bartolomé Mitre:

...los gobernadores de estos pueblos, convertidos en verdugos de las provincias... destierran y mandan matar sin forma de juicio a ciudadanos respetables sin más crimen que haber pertenecido al partido federal... Los hombres todos, no teniendo ya más que perder que sus existencia, quieren sacrificarla más bien en el campo de batalla.

El llamado a la lucha se hacía en nombre de Urquiza, con cuya ayuda contaban, pero este no apoyó en nada la revuelta, e incluso la condenó en público. El gobernador Sarmiento, designado Director de la Guerra contra Peñaloza por el ministro de Guerra Gelly y Obes, escribió al presidente:

...no economice sangre de gauchos, es lo único que tienen de humano.

Mitre respondió:

Quiero hacer en La Rioja una guerra de policía. Declarando ladrones a los montoneros, sin hacerles el honor de partidarios políticos, lo que hay que hacer es muy sencillo.

Bajo las nuevas órdenes los seguidores del Chacho quedaban fuera de la ley, y por consiguiente se los podía matar en cuanto se los capturaba. Los oficiales del ejército nacional repitieron las masacres entre los vencidos.
El 20 de mayo de 1863, las tropas del Chacho fueron derrotadas en Lomas Blancas —en Los Llanos— por un contingente de 600 hombres de infantería y caballería de las fuerzas de Paunero, comandadas por Ambrosio Sandes, Pablo Irrazábal, Ignacio Segovia y Julio Campos. Poco después Peñaloza obtuvo una efímera victoria, cuando el 10 de junio se produjo en Córdoba una revolución, encabezada por el partido federal —apodado ruso— y los liberales moderados, que depuso al gobernador Justiniano Posse; este había sido impuesto el año anterior por la fuerza de las armas del ejército nacional comandado por Paunero. Convocado por los revolucionarios, el Chacho entró a la ciudad de Córdoba el 14 de junio. Mientras tanto, Paunero reunió un ejército de 3000 hombres y marchó sobre él. Queriendo evitar sufrimientos a la ciudad, Peñaloza salió a su encuentro en campo abierto, al frente de 2000 hombres. Fue derrotado el 28 de junio, en la Batalla de Las Playas sufriendo los montoneros 300 muertos, un número no precisado de heridos y 720 prisioneros. Los oficiales prisioneros fueron fusilados por el gobierno de Mitre.
El caudillo huyó a los Llanos, de allí al norte, hacia la Cordillera de los Andes, y por el oeste de la provincia, nuevamente a los Llanos, donde reorganizó su montonera, reclutando 2000 gauchos. De esa forma destruyó los caballos de sus enemigos y los desorientó por completo. Luego invadió la provincia de San Juan, donde estuvo a punto de tomar la capital. Pero el coronel Irrazábal lo derrotó en Los Gigantes. Se estima que unas mil personas murieron durante su última rebelión.

### El asesinato
En noviembre de 1863 el vencedor Irrazábal lo persiguió hasta Los Llanos, pero mientras lo buscaban Peñaloza se rindió al comandante Ricardo Vera en Loma Blanca, paraje aledaño al pueblo de Olta, entregándole su puñal, la última arma que le quedaba. Una hora más tarde llegó Irrazábal y de forma vengativa lo asesinó con su lanza, y a continuación hizo que sus soldados lo acribillaran a balazos. Su cabeza fue cortada y clavada en la punta de un poste en la plaza de Olta en presencia de su familia. Una de sus orejas presidió por mucho las reuniones de la clase «civilizada» de San Juan. Su esposa, Victoria Romero, fue obligada a barrer la plaza mayor de la ciudad de San Juan, atada con cadenas. 
Al conocer la noticia, Sarmiento escribió al presidente Mitre:

No se que pensaran de la ejecución del Chacho, yo inspirado en los hombres pacíficos y honrados he aplaudido la medida precisamente por su forma, sin cortarle la cabeza al inveterado pícaro, las chusmas no se habrían aquietado en seis meses.
Carta de Domingo Faustino Sarmiento a Bartolomé Mitre, 18 de noviembre de 1863.

Pocas semanas más tarde, el poeta José Hernández publicó en un periódico entrerriano su Vida del Chacho, un folleto en defensa del caudillo riojano, en que advertía a Urquiza que los mismos que habían asesinado a aquel buscaban la oportunidad para asesinar al expresidente. Poco después, el poeta Olegario Víctor Andrade escribía en su homenaje uno de sus poemas más bellos.

## Legado

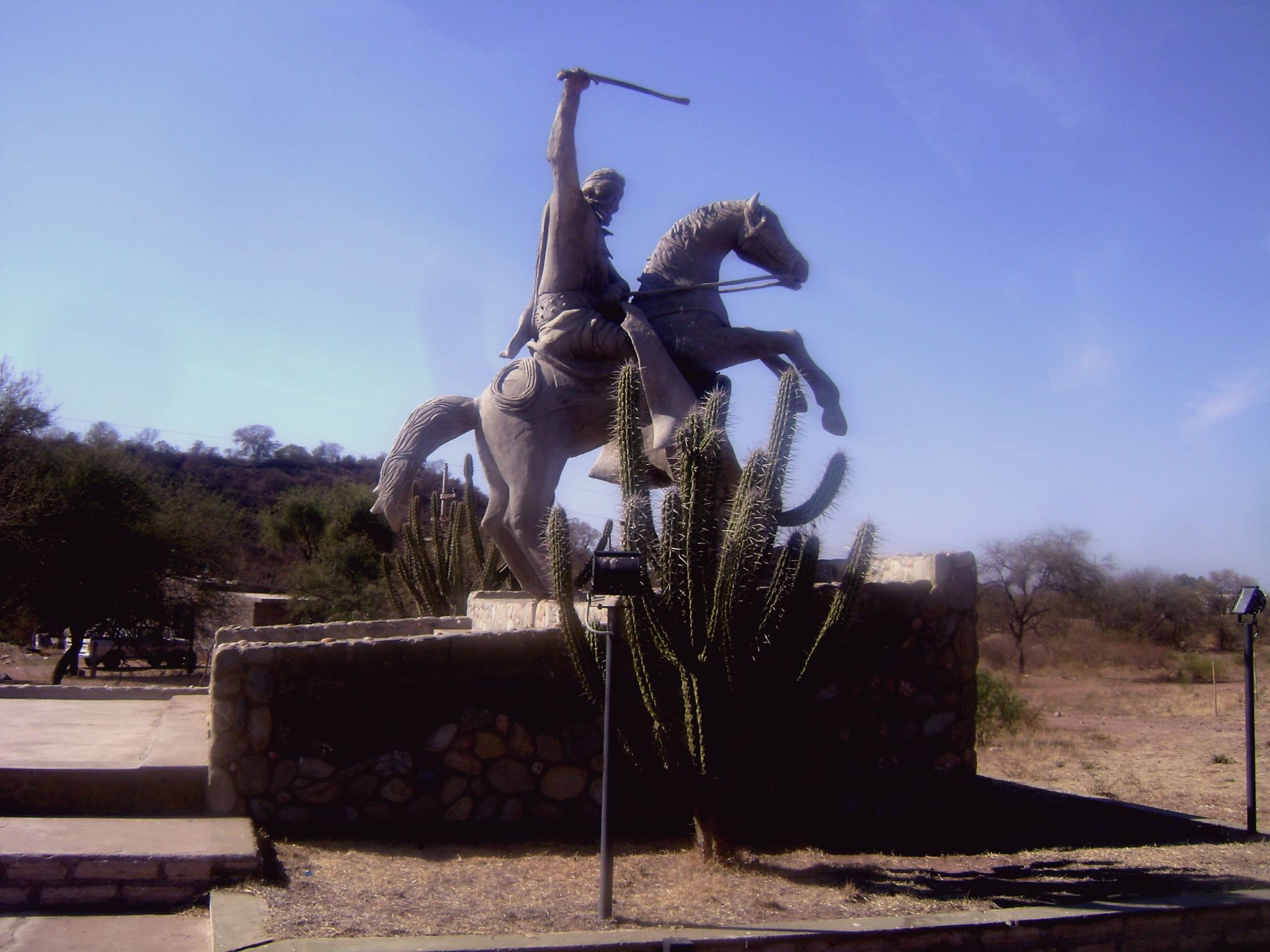
Monumento ecuestre en honor al Chacho; se halla localizado en la ciudad de Olta, Provincia de La Rioja, Argentina. Ciudad en la que murió.

A mediados del siglo XX, la provincia de La Rioja lo convertía oficialmente en un héroe. En su facón, que se exhibe en el Museo de Historia de La Rioja, puede leerse la inscripción que definía su carácter: «Naides, más que naides, y menos que naides».
El 12 de noviembre de 2013, en la ciudad de La Rioja, frente a la rotonda en la intersección de las avenidas Ortiz de Ocampo y Félix de la Colina, fue inaugurado un monumento en honor a Peñaloza, al conmemorarse los 150 años del asesinato del caudillo; el mismo fue erigido con el propósito de resaltar su vida heroica y de lucha como uno de los últimos líderes en alzarse contra el centralismo de Buenos Aires en el siglo XIX. Dicho monumento tiene una altura de 10 metros, y está dispuesto sobre un pedestal de 6 m, para resaltar aún más su altura. Fue construido por el escultor Juan García Guzmán y su equipo de trabajo en la ciudad de Cochabamba, en Bolivia.
En 2024 fue elegido para ilustrar los Bonos de Cancelación de Deuda (BOCADE) de la provincia de La Rioja.